# Josef Obajdin
Josef Obajdin (Poděbrady, 7. studenog 1970. - ) umirovljeni je češki nogometaš, koji je igrao na poziciji napadača. U svojoj dvadesetogodišnjoj igračkoj karijeri nastupao je za 12 profesionalnih nogometnih klubova, od kojih je najbolje rezultate ostvario u praškoj Sparti. Odigrao je i jednu utakmicu za Češku nogometnu reprezentaciju.

## Karijera
Do svoje 15 godine igrao je u lokalnom klubu TJ SB Poděbrady, gdje nakon 6 godina igranja 1984. godine odlazi u juniorske redove praške Sparte. Nakon 5 godina u Sparti, Obajdin 1989. odlazi u VTJ Tábor, svoj prvi profesionalni nogometni klub. Tamo je igrao do 1991., kada ga kupuje Viktoria iz Plzeňa (tada Škoda Plzeň). Budući da je uglavnom sjedio na klupi, polovinom iste godine odlazi iz kluba i potpisuje za Duklu iz Praga, u kojoj je odigrao svoje prve utakmice u Čehoslovačkoj 1. ligi. Sljedeće sezone odlazi igrati u redove drugoligaša Kladna, ali je ubrzo bio prebačen u Slovan Liberec.
Liberec je prvi prvoligaški klub u kojem je igrao u prvoj postavi. Tako je tijekom sezone 1993./94. Prve češke nogometne lige odigrao 28 utakmica i zabio 10 pogodaka, a tijekom 1994./95. 14 utakmica i pritom zabio 10 pogodaka. Ostvarivši ovakve rezultate, mnogi njemački klubovi su se zainteresirali za njega. Ubrzo je prešao u redove frankfurtskog Eintrachta, s kojim je potpisao ugovor polovinom sezone 1994./95. njemačke nogometne Bundeslige, u kojoj je odigrao samo tri utakmice zbog ozljede. Sljedeće sezone vraća se u Slovan Liberec, a u siječnju 1996. nazad u prašku Spartu.
U Sparti, koja je prepoznala njegov talent, proveo je sljedećih pet godina. U tih pet sezona odigrao je 146 utakmica i pri tome zabio 26 puta osvajajući pet puta naslov češkog nacionalnog prvaka. Iako je bio vrlo dobar igrač, dolaskom novog trenera Jaroslava u proljeće 1992., dolazi do promjene cjelokupne "istrošene" prve momčadi u Sparti. Zbog toga odlazi u ciparsku Omoniu iz glavnog grada Nikozije, gdje je igrao ostatak sezone bez većih uspjeha. Nakon pola godine ponovo se vraća u Prag, želeći ponovo zaigrati za svoj bivši klub, ali kako biva odbijen odlazi u Bohemians 1905, gdje u 10 odigranih utakmica nije zabio niti jedan gol. Kada je napokon bio primljen u Spartu, igrao je u B momčadi.
Kada mu je istekao ugovor 2004., kao 34-godišnjak je prvi puta bio bez klupskog angažmana. Gotovo pola godine je bio slobodan igrač na tržištu, dok u proljeće 2005. nije potpisao za drugoligaša Slovan Varnsdorfa. Početkom 2006., potpisao je za poljsku Wislu Płock, za koju je igrao do siječnja 2007. kada biva otpušten iz kluba. Karijeru je završio u Arsenalu iz Česke Lípe.

## Nagrade i postignuća

### Klupske

#### AC Sparta Prag
- Prva češka nogometna liga
  - Prvaci (5): 1996./97., 1997./98., 1998./99., 1999./00., 2000./01., 2002./03.